# Ameerega ignipedis
Ameerega ignipedis é uma espécie de anfíbio anuro da família Dendrobatidae. Está presente no Peru. Não foi ainda avaliada pela UICN.